# Damiano Cunego
|  | Denne artikel eller sektion om sport er forældet eller ikke opdateret. Se artiklens diskussionsside eller historik. |

Damiano Cunego (født 19. september 1981) er en tidligere italiensk professionel cykelrytter.

## Karriere
Cunego blev født ved Cerro Veronese (Veneto). Han fik sit større gennembrud i 2004, da han vandt Giro d'Italia på holdet Saeco, som blev til Lampre-Caffita i 2005. Cunegos styrke i denne Giro var en overraskelse, og han vandt blandt andet over sin egen kaptajn Gilberto Simoni. Der var kamp til stregen mellem de to ryttere, hvor Simoni kaldte Cunego "idiot og tyv". I 2006 vandt han ungdomskonkurrencen i Tour de France, men har siden måtte opgive idéen om at gentage en samlet Grand Tour-triumf.

## Grand Tour-resultater
| Damiano Cunego: Grand Tour-resultater | Damiano Cunego: Grand Tour-resultater | Damiano Cunego: Grand Tour-resultater | Damiano Cunego: Grand Tour-resultater | Damiano Cunego: Grand Tour-resultater | Damiano Cunego: Grand Tour-resultater | Damiano Cunego: Grand Tour-resultater | Damiano Cunego: Grand Tour-resultater | Damiano Cunego: Grand Tour-resultater |
| ------------------------------------- | ------------------------------------- | ------------------------------------- | ------------------------------------- | ------------------------------------- | ------------------------------------- | ------------------------------------- | ------------------------------------- | ------------------------------------- |
|                                       | 2005                                  | 2006                                  | 2007                                  | 2008                                  | 2009                                  | 2010                                  | 2011                                  | 2012                                  |
| Giro d'Italia                         |                                       |                                       |                                       |                                       |                                       |                                       |                                       |                                       |
| Sammenlagt                            | 18                                    | 4                                     | 5                                     | -                                     | 19                                    |                                       |                                       | {{{SamletGdI12}}}                     |
| Bjergkonkurrencen                     |                                       |                                       |                                       | -                                     |                                       |                                       |                                       | {{{BjergGdI12}}}                      |
| Pointkonkurrencen                     |                                       |                                       |                                       | -                                     |                                       |                                       |                                       | {{{PointGdI12}}}                      |
| Ungdomskonkurrencen                   |                                       |                                       |                                       | -                                     |                                       |                                       |                                       | {{{UngGdI12}}}                        |
| Etapesejre                            | 0                                     | 0                                     | 0                                     | -                                     | 0                                     |                                       |                                       | {{{EtapGdI12}}}                       |
| Tour de France                        |                                       |                                       |                                       |                                       |                                       |                                       |                                       |                                       |
| Sammenlagt                            | -                                     | 12                                    | -                                     | udg.                                  | -                                     |                                       |                                       | {{{SamletTdF12}}}                     |
| Bjergkonkurrencen                     | -                                     |                                       | -                                     | -                                     | -                                     |                                       |                                       | {{{BjergTdF12}}}                      |
| Pointkonkurrencen                     | -                                     |                                       | -                                     | -                                     | -                                     |                                       |                                       | {{{PointTdF12}}}                      |
| Ungdomskonkurrencen                   | -                                     | 1                                     | -                                     | -                                     | -                                     |                                       |                                       | {{{UngTdF12}}}                        |
| Etapesejre                            | -                                     | 0                                     | -                                     | 0                                     | -                                     |                                       |                                       | {{{EtapTdF12}}}                       |
| Vuelta a España                       |                                       |                                       |                                       |                                       |                                       |                                       |                                       |                                       |
| / Sammenlagt                          | -                                     | -                                     | udg.                                  | udg.                                  | udg.                                  |                                       |                                       | {{{SamletVaE12}}}                     |
| / Bjergkonkurrencen                   | -                                     | -                                     | -                                     | -                                     | -                                     |                                       |                                       | {{{BjergVaE12}}}                      |
| / Pointkonkurrencen                   | -                                     | -                                     | -                                     | -                                     | -                                     |                                       |                                       | {{{PointVaE12}}}                      |
| Kombinationskonkurrencen              | -                                     | -                                     | -                                     | -                                     | -                                     |                                       |                                       | {{{KombVaE12}}}                       |
| Etapesejre                            | -                                     | -                                     | 0                                     | 0                                     | 2                                     |                                       |                                       | {{{EtapVaE12}}}                       |

- udg. = udgået